# GhostDeini the Great
GhostDeini the Great è una raccolta del rapper statunitense Ghostface Killah, pubblicata nel 2008.
| Recensione | Giudizio |
| ---------- | -------- |
| AllMusic   | [ 1 ]    |

## Tracce
1. Kilo (Remix) (feat. Raekwon & No Malice) – 6:03 (musica: MoSS)
2. The Champ (Remix) – 5:31 (musica: Just Blaze)
3. Tony Sigel a.k.a. Barrel Bros. (feat. Styles P & Beanie Sigel) – 3:31 (musica: LV & Sean C)
4. Slept on Tony – 2:31 (musica: G2J Band)
5. Run (Remix) (feat. Raekwon, Jadakiss, Freeway, & Lil Wayne) – 5:54 (musica: RZA)
6. Be Easy (Remix) (feat. Ice Cube) – 4:25 (musica: Pete Rock)
7. Mighty Healthy – 3:14 (musica: Allah Mathematics)
8. It's Over – 3:30 (musica: K-Def)
9. Apollo Kids (feat. Raekwon) – 3:52 (musica: Hassan)
10. 9 Milli Bros. (feat. Wu-Tang Clan) – 4:17 (musica: MF DOOM)
11. Walk Around – 3:32 (musica: Anthony Acid)
12. Street Opera (feat. Sun God) – 3:31 (musica: Fantom of the Beats)
13. All I Got Is You (feat. Mary J. Blige & Popa Wu) – 5:19 (musica: RZA)
14. Back Like That (Remix) (feat. Kanye West & Ne-Yo) – 4:02 (musica: Xtreme)
15. Cherchez LaGhost (feat. U-God) – 3:05 (musica: Carlos Bess)
16. Ghostface X-mas – 3:02 (musica: 'Acid' Caputo & Shorty 140 Productions)

## Classifiche settimanali
| Classifica (2008)         | Posizione massima |
| ------------------------- | ----------------- |
| US Top Rap Albums         | 14                |
| US Top R&B/Hip-Hop Albums | 43                |